# 佐當友莉亜
佐當 友莉亜（さとう ゆりあ、3月10日 - ）は、日本の女優、声優。福井県出身。AUNN所属。

## 略歴
幼稚園から高校までバトントワリングをしており、アクロバットも少しできる。
大学卒業後は会社員として働いていたが、2021年夏ごろに会社員を辞め、同年11月にAUNNの所属となる。
2022年に舞台および声優デビュー。
2023年4月にオフィシャルファンクラブ「氷佐當（仮）」を開設し、同年8月に初のファンクラブイベント「いちごと宇治金時と光の剣」を開催した。

## 人物
特技はバトントワリング、歌唱。趣味はかき氷食べ歩き、ボディメイク系の筋トレ。好きな食べ物は無花果。
芸能界を目指したきっかけは『少女☆歌劇 レヴュースタァライト』の舞台を映像で観て、自身も行っていたバトントワリングで戦っている役者（露崎まひる役・岩田陽葵）に惹かれたため。その後、同作のオーディションを受け、シークフェルト音楽学院中等部の森保クイナ役を務めることとなる。

## 出演

### アニメ
- 悪夢の淵から（時期未定、早乙女凛[7]）

### ゲーム
- 少女☆歌劇 レヴュースタァライト -Re LIVE-（2022年、森保クイナ[8]）
- アッシュアームズ-灰燼戦線-（2023年、P-39D エアラコブラ[9]、MS.406[10]）
- ネバーアフター〜逆転メルヘン〜（2023年、砂漠の姫・ジャミーラ[11]）
- 走れ!女神（2025年、ティワ[12]）

### 舞台
- 少女☆歌劇 レヴュースタァライト - 森保クイナ 役
  - -The LIVE エーデル- Delight（2022年2月18日 - 27日、天王洲 銀河劇場）[13]
  - -The STAGE 中等部- Regalia（2022年10月14日 - 24日、飛行船シアター）[14]
  - -The STAGE 中等部- Rebellion（2023年6月7日 - 12日、飛行船シアター）[15]
  - -The STAGE 中等部- Remains（2024年7月6日 - 15日、飛行船シアター）[16]
  - -The LIVE 青嵐- Baby Blue（2024年9月6日 - 15日、飛行船シアター）[17]
  - -The STAGE 中等部- Rerise（2025年6月7日 - 14日、飛行船シアター）[18]
  - -Edel Bühne-＆Live 〜麗しき獣とワルツを〜（2025年7月12日 - 13日、飛行船シアター）[19]
- 舞台『よんでますよ、アザゼルさん。』（2023年2月10日 - 26日、Mixalive TOKYO Theater Mixa） - 佐隈りん子 役[20]
- ミュージカル『Neo Doll』（2023年8月18日 - 27日、シアターサンモール） - ユリ 役 ※川崎愛香里とのWキャスト[21]
- 桜花浪漫堂 朗読劇『人間失格・紅』（2023年12月8日 - 11日、飛行船シアター） - 堀木 役 ※熊崎晴香とのWキャスト[22]
- 『HUNTER×HUNTER』THE STAGE 2（2024年3月16日 - 31日、天王洲 銀河劇場 / 4月6日 - 14日、梅田芸術劇場 シアター・ドラマシティ） - シズク 役[23]
- 『ROCK MUSICAL BLEACH』 - 井上織姫 役
  - 〜Arrancar the Beginning〜 （2024年5月12日 - 26日、天王洲 銀河劇場 / 5月31日 - 6月2日、COOL JAPAN PARK OSAKA WWホール）[24]
  - 〜Arrancar the Final〜（2025年2月8日 - 24日、天王洲 銀河劇場 / 3月1日 - 9日、COOL JAPAN PARK OSAKA WWホール）[25]
- TOKYO COL-CUL COMEDY 〜ORANGE〜（2025年5月8日 - 11日、東京カルチャーカルチャー）※Bチーム[26]
- 舞台『ゼブラ』（2025年8月20日 - 24日、シアターサンモール） - 所美和子 役[27][28]
- 舞台『マイホームヒーロー』（2025年11月13日 - 24日〈予定〉、品川プリンスホテル クラブeX） - 鳥栖零花 役[29]

### CM
- アニメイト聖蹟桜ヶ丘 リニューアル告知（2025年、ナレーション[30]）

## ディスコグラフィ

### キャラクターソング
| 発売日         | 商品名                                         | 歌                                                 | 楽曲                                                  | 備考                                                                      |
| -------------- | ---------------------------------------------- | -------------------------------------------------- | ----------------------------------------------------- | ------------------------------------------------------------------------- |
| 2022年4月20日  | Delight to me!【エーデル ver.】                | シークフェルト音楽学院中等部                       | 「シークレット☆リトルスタァズ」                       | 舞台『少女☆歌劇 レヴュースタァライト -The LIVE エーデル- Delight』関連曲  |
| 2022年10月12日 | Regalia -継承- /アフレぐ!〜Aufregendes leben〜 | シークフェルト音楽学院中等部                       | 「Regalia -継承-」                                    | 舞台『少女☆歌劇 レヴュースタァライト -The STAGE 中等部- Regalia』主題歌   |
| 2022年10月12日 | Regalia -継承- /アフレぐ!〜Aufregendes leben〜 | シークフェルト音楽学院中等部                       | 「アフレぐ!〜Aufregendes leben〜」                    | 舞台『少女☆歌劇 レヴュースタァライト -The STAGE 中等部- Regalia』関連曲   |
| 2023年6月7日   | Rebellion/ユメみロ                             | シークフェルト音楽学院中等部                       | 「Rebellion」                                         | 舞台『少女☆歌劇 レヴュースタァライト -The STAGE 中等部- Rebellion』主題歌 |
| 2023年6月7日   | Rebellion/ユメみロ                             | シークフェルト音楽学院中等部                       | 「ユメみロ」                                          | 舞台『少女☆歌劇 レヴュースタァライト -The STAGE 中等部- Rebellion』関連曲 |
| 2024年7月3日   | Remains/夢のプレリュード                       | シークフェルト音楽学院中等部                       | 「Remains」                                           | 舞台『少女☆歌劇 レヴュースタァライト -The STAGE 中等部- Remains』主題歌   |
| 2024年7月3日   | Remains/夢のプレリュード                       | シークフェルト音楽学院中等部                       | 「夢のプレリュード」                                  | 舞台『少女☆歌劇 レヴュースタァライト -The STAGE 中等部- Remains』関連曲   |
| 2024年12月25日 | Kleinod                                        | 大賀美詩呂（松澤可苑）・森保クイナ（佐當友莉亜）   | 「アストレア」                                        | 『少女☆歌劇 レヴュースタァライト』関連曲                                  |
| 2024年12月25日 | Kleinod                                        | 高千穂ステラ（青木陽菜）・森保クイナ（佐當友莉亜） | 「butterfly」                                         | 『少女☆歌劇 レヴュースタァライト』関連曲                                  |
| 2024年12月25日 | Kleinod                                        | シークフェルト音楽学院中等部                       | 「憧れた空からの眺め」                                | 『少女☆歌劇 レヴュースタァライト』関連曲                                  |
| 2025年6月4日   | Rerise                                         | シークフェルト音楽学院中等部                       | 「Rerise」                                            | 舞台『少女☆歌劇 レヴュースタァライト -The STAGE 中等部- Rerise』主題歌    |
| 2025年6月4日   | Rerise                                         | シークフェルト音楽学院中等部                       | 「真夏の夜の恋騒ぎ」 「Let's call me little prince!」 | 舞台『少女☆歌劇 レヴュースタァライト -The STAGE 中等部- Rerise』関連曲    |

### ユニットメンバー
1. 1 2  高千穂ステラ（青木陽菜）、大賀美詩呂（松澤可苑）、小鳩良子（深川瑠華）、海辺みんく（久家心）、森保クイナ（佐當友莉亜）